# Göran Grefbäck
Sven Göran Birger Grefbäck, född 22 december 1925 i Linköpings församling, Östergötlands län, död 2 februari 2020 i Vadstena distrikt, Östergötlands län, var en svensk präst.

## Biografi
Göran Grefbäck föddes 1925 i Linköpings församling. Han var son till seminarieläraren Birger Grefbäck och Maria Pettersson. År 1944 tog han studentexamen och blev teologie kandidat vid Uppsala universitet. Grefbäck prästvigdes 1951 och blev stiftsadjunkt i Linköpings stift 1953. Han blev 1957 sjömanspräst vid norska sjömanskyrkan i Philadelphia, USA och komminister i Norra Solberga församling 1962. Under tiden där var han ordförande för Flisby kyrkoråd och Flisby hembygdsförening. Han blev 1971 kyrkoherde i Vadstena församling och 1977 kontraktsprost i Motala kontrakt. Grefbäck avled 2 februari 2020 i Vadstena distrikt, Östergötlands län.

### Familj
Grefbäck gifte sig 1952 med Birgit Leijerstam (1929–2022). Hon var dotter till läroverksadjunkten Börje Leijerstam och Ingeborg Larsson. De fick tillsammans fem barn.